# Hugo Brömmer
Hugo August Brömmer (* 22. März 1895 in Schlotheim; † 6. Dezember 1978 in Pößneck) war ein deutscher Politiker (KPD/SPD). Er war Abgeordneter des Thüringer Landtags.

## Leben
Brömmer, Sohn eines Maurers, erlernte den Beruf des Seilers. 1911 trat er dem Deutschen Textilarbeiterverband bei, 1913 wurde er Mitglied der Sozialistischen Arbeiter-Jugend. Von 1916 bis 1918 diente er als Soldat im Ersten Weltkrieg.
Brömmer trat 1917 zunächst der SPD, dann 1919 der USPD bei und wurde Ortsgruppenvorsitzender der USPD in Schlotheim. Im Herbst 1920 führte er die Mehrheit der Ortsgruppe in die VKPD. Von 1922 bis 1927 war er Stadtrat in Schlotheim und Mitglied des Kreisrates von Sondershausen. Von Februar 1924 bis Februar 1927 gehörte er als Abgeordneter dem Thüringer Landtag an. Brömmer war Mitglied der KPD-Bezirksleitung Groß-Thüringen und dort zuständig für Kommunalpolitik. 1928 wurde er in Pößneck zum Stadtverordneten gewählt. Im Februar 1929 trat er wegen des ultralinken Kurses aus der KPD aus und schloss sich im März 1930 wieder der SPD an, für die er bis 1932 Abgeordneter im Kreisrat Saalfeld war.
Als ehemaliger Funktionär der KPD bzw. SPD wurde Brömmer im August 1944 im Rahmen der „Aktion Gitter“ von der Gestapo verhaftet und war bis Dezember 1944 im KZ Buchenwald inhaftiert.
Nach Kriegsende war Brömmer 1945/46 Parteisekretär der SPD in Pößneck, wurde im April 1946 Mitglied der SED und Angestellter der Stadtverwaltung Pößneck.